# D'Ieteren
Cet article concerne une société d'investissement. Pour le voilier du même nom, voir Spirit of Hungary.
D’Ieteren Group, fondée en 1805, est une société d'investissement contrôlée par une même famille sur plusieurs générations. Elle poursuit  une stratégie à long terme en soutenant le développement de filiales dans le but d'en faire des leaders de leur secteur dans leurs aires géographiques.

Blason de la famille d'Ieteren

## Activités
Le groupe possède en 2022 les entreprises suivantes :
- Belron (50,01 % des droits économiques sur une base entièrement diluée) poursuit l'objectif de « faire la différence en s’impliquant avec un soin réel dans la résolution des problèmes des clients ». Leader dans le domaine de la réparation et du remplacement de vitrage de véhicules, Belron mène ses activités dans 40 pays par l'intermédiaire d'entreprises détenues à 100 % et de franchises, avec plusieurs marques importantes (Carglass, Safelite et Autoglass). L'entreprise gère les demandes d’indemnisation concernant les vitres de véhicules et autres pour le compte des clients des assurances. Le chiffre d’affaires et le résultat opérationnel ajusté ont atteint respectivement €4.647m et €815m en FY-21[réf. nécessaire].
- D’Ieteren Automotive (détenue à 100 %) distribue en Belgique les véhicules de marques Volkswagen, Audi, Seat, Škoda, Bentley, Lamborghini, Bugatti, Cupra, Rimac et Porsche (constructeurs automobiles qui sont contrôlés par le groupe Volkswagen). Il détient une part de marché de plus de 23 % et compte 1,2 million de véhicules en circulation. Le chiffre d’affaires et le résultat opérationnel ajusté ont atteint respectivement €3.239m et €103m en FY-21[réf. nécessaire].
- TVH Parts (détenue à 40 %) est un distributeur de pièces détachées pour les équipements de manutention, de construction et industriels, et agricoles. Présent dans 26 pays, il a pour objectif de « permettre aux clients de continuer à se développer ».
- Moleskine (détenue à 100 %) est une marque de carnets de notes et autres accessoires d’écriture. Son chiffre d’affaires et résultat opérationnel ajusté ont atteint respectivement €122m et €12m en FY-21[réf. nécessaire].
- D’Ieteren Immo (détenue à 100 %) gère les intérêts immobiliers de D’Ieteren Group en Belgique. Elle possède et gère 37 sites qui ont généré €21,7m de revenus locatifs nets en FY-21[réf. nécessaire]. Elle est également chargée de projets d’investissements.

## Principaux actionnaires
Au 28 février 2020:
| D'Ieteren (famille)               | 32,0% |
| D'Ieteren Catheline Perier        | 25,5% |
| J.O. Hambro Capital Management    | 2,81% |
| D'Ieteren (auto-contrôle)         | 2,64% |
| Norges Bank Investment Management | 2,24% |
| MFS International (UK)            | 1,63% |
| Dimensional Fund Advisors         | 1,60% |
| DWS Investments (UK)              | 1,22% |
| The Vanguard Group                | 1,19% |
| JPMorgan Asset Management (UK)    | 0,94% |

## Historique

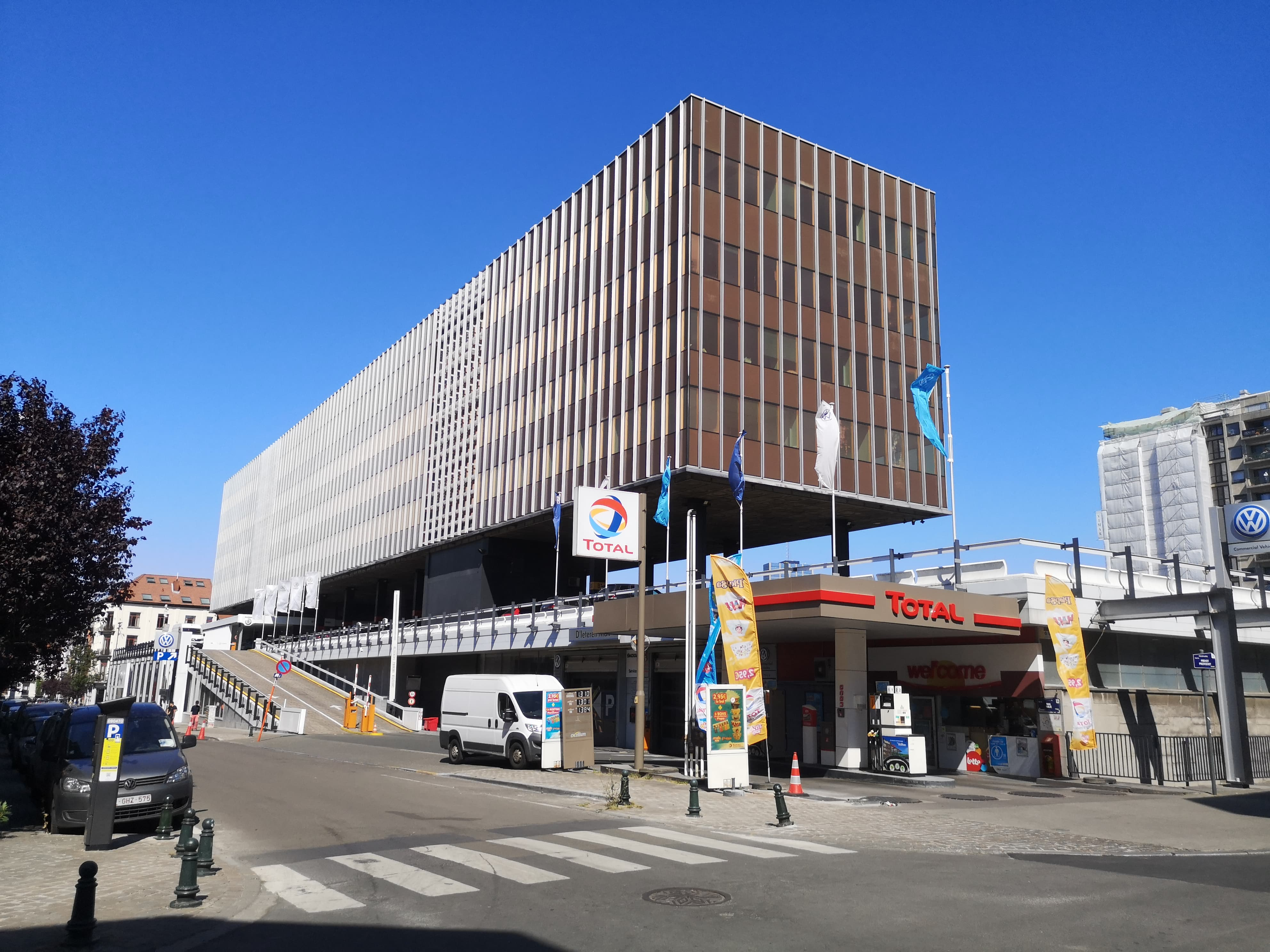
Façades sud et ouest du siège D'Ieteren.

Fondée à Bruxelles au début du XIXe siècle sous le Premier Empire, par un artisan carrossier, Jean-Joseph D'Ieteren, dont le père, Jean-Gaspard Dieteren (1753-1795), qui avait épousé une fille de bourgeois, était déjà maître charron en cette ville et avait été reçu lui-même à la bourgeoisie de Bruxelles le 10 septembre 1794, la compagnie s'est ensuite développée en même temps que l'automobile et l'automobilisme, passant de réalisations artisanales à des productions plus industrielles.
Au début du XXe siècle, l'entreprise, qui fabriquait à l’origine des carrosseries, voit son activité se transformer lorsqu'elle se tourne vers l’importation (1931) et l’assemblage (1935) de voitures et de camions Studebaker.
Après la Seconde Guerre mondiale, D’Ieteren obtient les droits d’importation et de montage de la marque Volkswagen (1948) et de Porsche (1950). En 1956, D’Ieteren se lance dans la location de véhicules. Cette activité débouchera sur un partenariat avec Avis en 1958. D’Ieteren deviendra même en 1989 l’actionnaire principal d’Avis, avant de revendre sa participation dans Avis Europe au Avis Budget Group en 2011.
D’Ieteren obtient par la suite le droit d’importer d’autres marques affiliées au Groupe Volkswagen : Audi (1974), Seat (1984), Skoda (1992), Bentley Motors (2000) et Lamborghini (2001).
L’activité d’importation de deux-roues motorisés commence avec une partie de la production de Yamaha en 1975.
En 1999, D’Ieteren devient actionnaire majoritaire du groupe de réparation et du remplacement de vitrage automobile Belron, auquel appartiennent Carglass et Autoglass. Sa participation s'élève en 2016 à 94,85 %, puis à 54,85% en 2018.
Il existe un musée consacré à l’évolution de la compagnie et à l’automobilisme : la D’Ieteren Gallery, située au numéro 50 de la rue du Mail, à Ixelles (en Région de Bruxelles Capitale).
En 2016, D'Ieteren acquiert la société italienne Moleskine.
En 2018, D’Ieteren vend une participation minoritaire de 40% dans Belron à la société d’investissement internationale CD&R, renforçant ainsi sa capacité d’investissement. 
En 2021, D’Ieteren scinde ses activités de distribution et de vente au détail dans le secteur automobile pour en faire une nouvelle filiale détenue à 100%. Les deux entreprises, qui faisaient jusque-là partie de D’Ieteren SA/NV, deviennent deux entités distinctes: D’Ieteren Group et D’Ieteren Automotive. Chacune d’entre elles se voit dotée d’une nouvelle identité graphique et d’un nouveau logo. 
En 2021, D'Ieteren Group annonce l'acquisition d'une participation de 40 % dans TVH Parts. Établi à Waregem, en Belgique, TVH Parts est un distributeur international de pièces détachées pour les équipements de manutention, de construction, industriels et agricoles, et opère dans 26 pays.